# Meryl Davis
Meryl Elizabeth Davis (Royal Oak, 1 januari 1987) is een Amerikaans voormalig kunstschaatsster. Davis en haar partner Charlie White werden in 2014 olympisch kampioen ijsdansen. Ze zijn tevens tweevoudig wereldkampioen en zesvoudig Amerikaans kampioen.

## Biografie

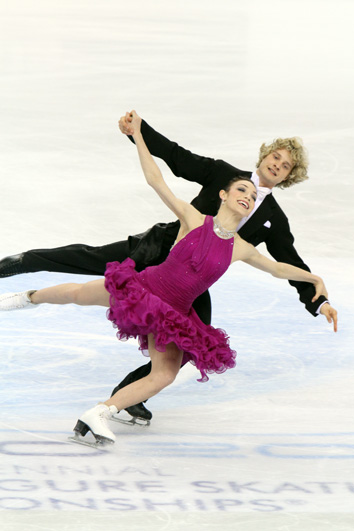
Davis en White tijdens de WK 2010

Meryl Davis begon op vijfjarige leeftijd in de winter op een lokaal meer met schaatsen. Ze begon als individuele schaatsster, maar stapte op achtjarige leeftijd over naar het ijsdansen. In 1997 werden Davis en haar schaatspartner Charlie White aan elkaar gekoppeld, waarmee ze tevens van alle Amerikaanse ijsdansduo's inmiddels het langste bij elkaar zijn.
Een zilveren medaille bij de NK junioren leverde hen een ticket op naar de WK junioren 2004. Daar eindigden ze als dertiende. Bij de WK junioren 2006 wonnen ze brons. Het seizoen erna maakten ze de overstap naar de senioren. Sinds het Viercontinentenkampioenschap 2009 (waar ze het goud veroverden) wonnen ze met enige regelmaat internationale kampioenschappen. Zo werden ze in 2011 en 2013 wereldkampioen en wonnen ze driemaal het Viercontinentenkampioenschap. Tevens hebben ze een bronzen (2014, team), een zilveren (2010, ijsdansen) en een gouden olympische medaille (2014, ijsdansen). Ze verbraken op de Olympische Winterspelen 2014 het wereldrecord voor de korte kür (78,89 punten), de vrije kür (116,63) en de totale score (195,52) in het ijsdansen.
Na de Olympische Winterspelen 2014 in Sotsji stopten Davis en White met de wedstrijden en in februari 2017 maakten ze bekend hun carrière niet meer te hervatten. Zowel Davis als White deden in 2014 met een professionele danspartner mee aan het achttiende seizoen van de Amerikaanse versie van Dancing with the Stars. Davis eindigde er op de eerste plaats.
Davis heeft sinds 2011 een relatie met voormalig kunstschaatser Fedor Andreev. Het stel huwde op 22 juni 2019.

## Belangrijke resultaten
| Kampioenschap                | 03/04  | 04/05 | 05/06  | 06/07         | 07/08         | 08/09         | 09/10         | 10/11         | 11/12         | 12/13         | 13/14         |
| ---------------------------- | ------ | ----- | ------ | ------------- | ------------- | ------------- | ------------- | ------------- | ------------- | ------------- | ------------- |
| Olympische Spelen            |        |       |        |               |               |               | Zilver        |               |               |               | · (team)      |
| Wereldkampioenschap          |        |       |        | 7e            | 6e            | 4e            | Zilver        | Goud          | Zilver        | Goud          |               |
| Viercontinentenkampioenschap |        |       |        | 4e            | Zilver        | Goud          |               | Goud          | Zilver        | Goud          |               |
| Grand Prix-finale            |        |       |        |               |               | Brons         | Goud          | Goud          | Goud          | Goud          | Goud          |
| Nationaal kampioenschap      |        |       |        | Brons         | Zilver        | Goud          | Goud          | Goud          | Goud          | Goud          | Goud          |
| WK junioren                  | 13e    |       | Brons  | geen deelname | geen deelname | geen deelname | geen deelname | geen deelname | geen deelname | geen deelname | geen deelname |
| Junior Grand Prix-finale     |        |       | Zilver | geen deelname | geen deelname | geen deelname | geen deelname | geen deelname | geen deelname | geen deelname | geen deelname |
| NK junioren                  | Zilver |       | Goud   | geen deelname | geen deelname | geen deelname | geen deelname | geen deelname | geen deelname | geen deelname | geen deelname |

1976: Ljoedmila Pachomova / Aleksandr Gorsjkov ·
1980: Natalja Linitsjoek / Gennadi Karponossov ·
1984: Jayne Torvill / Christopher Dean ·
1988: Natalja Bestemjanova / Andrej Boekin ·
1992: Marina Klimova / Sergej Ponomarenko ·
1994: Oksana Grisjtsjoek / Jevgeni Platov ·
1998: Oksana Grisjtsjoek / Jevgeni Platov ·
2002: Marina Anissina / Gwendal Peizerat ·
2006: Tatjana Navka / Roman Kostomarov ·
2010: Tessa Virtue / Scott Moir ·
2014: Meryl Davis / Charlie White ·
2018: Tessa Virtue / Scott Moir ·
2022: Gabriella Papadakis / Guillaume Cizeron
- Library of Congress Control Number: no2015007596
- Virtual International Authority File: 93446700
- WorldCat: E39PBJvtcC7hqVk4kp8w4cp9Dq